# Colombianización de Leticia, Putumayo y Caquetá

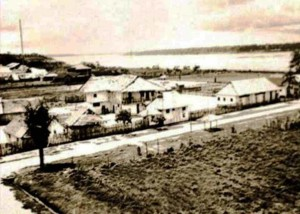
Leticia en 1930 con casas construidas por el Grupo Militar de Colonización del Ejército de Colombia.

Colombianización de Leticia, Putumayo y Caquetá es la denominación utilizada para designar un proceso de transculturación/aculturación de las zonas reconocidas bajo soberanía de Colombia, con la finalidad de trasplantar las tradiciones culturales colombianas, en reemplazo de aquellas cultivadas en el Perú.
Tras un largo conflicto fronterizo, el Perú reconoció la posesión de Colombia de la zona comprendida entre los ríos Caquetá y Putumayo; y el denominado trapecio de Leticia, un corredor que provee a Colombia de una salida al río Amazonas. Cabe destacar, sin embargo, que tanto Perú como Colombia realizaron esfuerzos para intentar asegurar tales territorios y sus habitantes para sí. En la práctica, antes de 1922, el Perú ejercía soberanía sobre la mayor parte del área que reclamaba como suya.
El Tratado Salomón-Lozano (1922) recibió una gran oposición por parte de la población del departamento peruano de Loreto, colindante con el Estado colombiano. Tras dos años de tensión en la frontera, estalló la guerra colombo-peruana, detonada por la ocupación de Leticia por parte de civiles peruanos. Tras el conflicto, la situación se mantuvo en un statu quo. Fue a partir de ese momento en que se inició el verdadero proceso de colombianización de esos territorios, interviniendo en las organizaciones privadas y públicas de la zona, utilizando como ejes a la escuela fiscal, el servicio militar y la labor de la Iglesia católica. En la actualidad, el Tratado es efectivo y reconocido por ambas partes.

## Trasfondo histórico

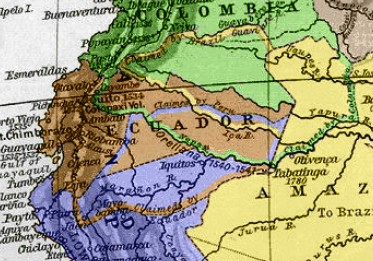
Territorios en disputa por Perú, Ecuador, Colombia y Brasil desde principios del hasta mediados del.

El litigio peruano-colombiano remonta sus orígenes tras el fin de las luchas independentistas en la América española. A pesar de que en un primer momento existieron negociaciones entre ambos países, la caída de la Gran Colombia y el clima político turbulento que le siguió impidió la delimitación de la frontera.
Pasada la inestablilidad política peruana, esta nación buscó el reconocimiento de sus títulos sobre la región amazónica. En sus negociaciones con Brasil, el Perú obtuvo de este país el reconocimiento de su soberanía hasta el río Caquetá.
Hasta 1894, la diplomacia peruana había negociado sobre la soberanía en el Amazonas únicamente con Ecuador y Brasil. Ese año Colombia se adhirió a una convención tripartita (Colombia, Ecuador y Perú) que buscaba resolver este litigio. Las negociaciones fracasaron; Colombia prefirió negociar directamente con el Perú.
Las zonas disputadas entre el Perú y Colombia comprendían inicialmente el área comprendida entre los ríos Napo y Caquetá. A inicios del siglo XX, el Perú ejercía el dominio efectivo sobre los territorios en disputa. El modus vivendi firmado entre ambas naciones en 1911 reconocía la posesión colombiana únicamente en el puesto de La Pedrera (Puerto Córdova), donde había sucedido un enfrentamiento entre destacamentos de ambos países. Tal como admitió el historiador colombiano Alberto Donadio:
A finales de la primera década del siglo XX, los peruanos eran soberanos de hecho en toda la franja situada entre los ríos Caquetá y Putumayo. La pretensión colombiana podía estar fundada en justos títulos, pero no pasaba de ser una ilusión ante el avance real de los peruanos.

## El Tratado Salomón-Lozano

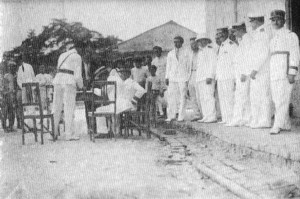
Firma el acta de entrega de Leticia y demás territorios canjeados por el Tratado en 1930, la noticia de la entrega del puerto llegó en plena guerra iniciada justamente por la negativa peruana de abandonar el puerto.

Tras varias fracasadas negociaciones, el presidente peruano Leguía estuvo dispuesto a firmar un arreglo directo. El 24 de marzo de 1922, el canciller peruano Alberto Salomón y el plenipotenciario colombiano en Lima Fabio Lozano Torrijos suscribieron un Tratado de límites definitivo entre sus países. La línea de frontera era:
La línea de frontera entre la República Peruana y la República de Colombia queda acordada, convenida y fijada en los términos que en seguida se expresan: Desde el punto en que el meridiano de la boca del río Cuhimbé en el Putumayo corta al río San Miguel o Sucumbíos, sube por ese mismo meridiano hasta dicha boca del Cuhimbé; de allí por el río Putumayo hasta la confluencia del río Yaguas; sigue por una línea recta que de esta confluencia va al río Atacuari en el Amazonas y de allí por el río Amazonas hasta el límite entre Perú y Brasil establecido en el Tratado Perú-Brasileño de 23 de octubre de 1851.
El acuerdo recibió la oposición política peruana y del Brasil. El gigante amazónico se opuso a un acceso colombiano al Amazonas. La cancillería peruana trabajó por una revisión del Tratado incluso desde antes de haber sido enviado a su aprobación en el Congreso. Finalmente las ratificaciones serían canjeadas el 19 de marzo de 1928.

## La aplicación del Tratado y su oposición

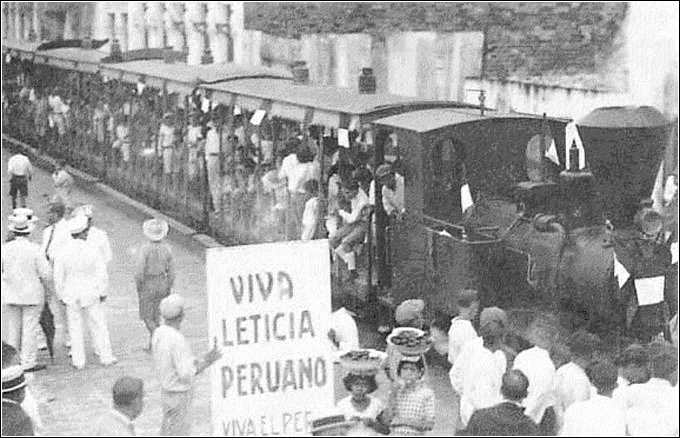
Manifestantes en Perú oponiéndose a la cesión de Leticia.

La oposición a la cesión territorial era evidente en todo el departamento peruano de Loreto. Sin embargo, la delegación colombiana de límites que llegó a Iquitos no fue víctima de manifestaciones violentas. El 17 de agosto de 1930 el prefecto de Loreto Temístocles Molina Derteano hacía efectiva la entrega de esos territorios a sus nuevas autoridades.
Solamente la aprobación del Tratado fue un largo proceso de 5 años: con una votación de 102 a 7 en el Congreso peruano. 
Incluso hoy en día, el presidente peruano Leguía es todavía criticado por la firma de este tratado, considerado excesivamente entreguista. Sin embargo, la intención del gobierno peruano fue la de ganar para el Perú un aliado, cuando se encontraba abrumado por los conflictos con el Ecuador y con Chile. Efectivamente, una consecuencia del Tratado fue que Colombia apoyara al Perú en el litigio peruano-ecuatoriano y que Ecuador rompiera sus relaciones con Colombia.
A pesar de todo, las tensiones en la frontera continuarían con las primeras decisiones de los colombianos en sus territorios recién adquiridos, como se detallan a continuación.

## Los primeros indicios de colombianización

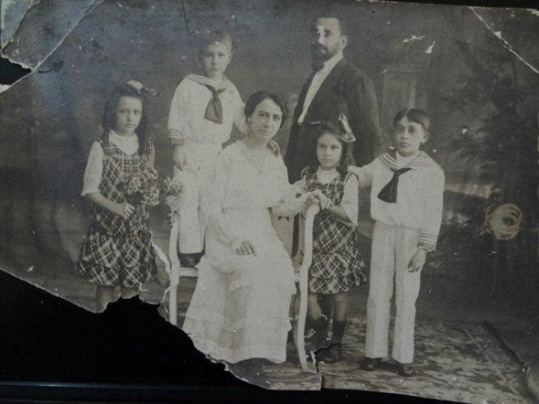
Última foto de Enrique Vigil y su familia en Leticia antes de partir rumbo a Barbados debido a la difícil situación que los peruanos tenían ante el proceso de colombianización.

Las nuevas autoridades colombianas aplicaron medidas controversiales, como el acoso al hacendero peruano Enrique Vigil; se afirma que los colombianos prohibieron la circulación de fichas en la hacienda La Victoria y el pago con ellas. Este hecho afectó a cientos de trabajadores peruanos, ya que su forma de pago no poseía ningún valor.
Además, se acusó a Colombia de incumplir el Tratado de 1922, por dificultar la navegación y el comercio, especialmente en el río Amazonas y en el río Putumayo, afectando profundamente la vida económica de esa parte de la región amazónica peruana. En la región había rozamientos entre peruanos y colombianos; en Leticia los peruanos eran hostilizados.
En los otros asentamientos peruanos ubicados entre el Putumayo y el Caquetá, tales como Puerto Arica o Tarapacá, sus pobladores se limitaron a migrar a territorio peruano, fundando nuevos caseríos con los mismos nombres (véase Puerto Arica y Nuevo Tarapacá).

## La guerra de 1933 y sus consecuencias

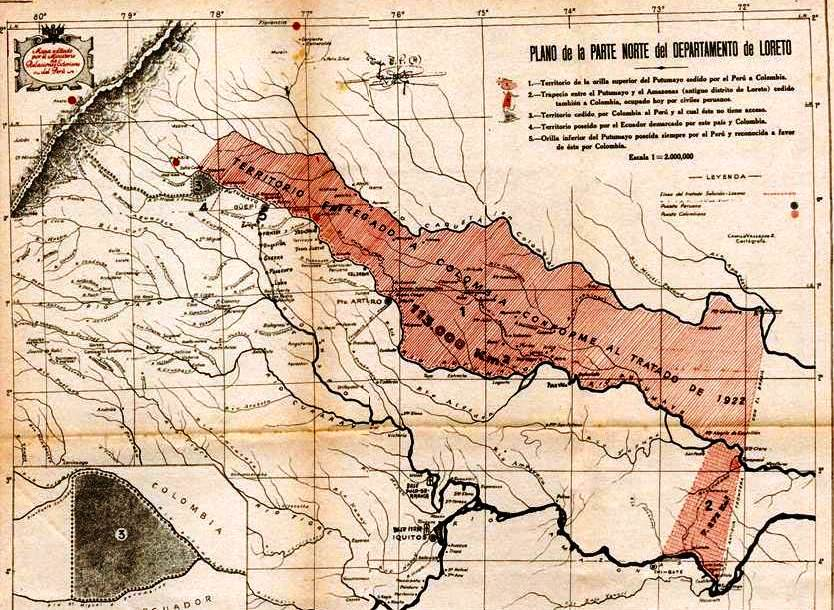
Representación de los territorios (en rojo) que la historiografía peruana asegura haber cedido a Colombia por medio del Tratado Salomón-Lozano.

El 1 de septiembre de 1932, 48 civiles peruanos irrumpieron en Leticia, reclamándola como peruana. La acción se realizó sin derramamiento de sangre y con el apoyo de la población, que todavía era mayoritariamente peruana. Este hecho resultó sorprendente tanto para el gobierno colombiano como para el peruano. Ninguno de ellos estaba preparado para la guerra.
La situación se consideraba un mero incidente fronterizo. Sin embargo, los ánimos loretanos apoyaban firmemente la «recuperación» del caserío. Esta situación obligó al gobierno peruano de Sánchez Cerro a pasar de un comportamiento pacífico a uno más beligerante. El Perú solicitó la revisión del Tratado Salomón-Lozano, petición que fue rechazada por Colombia, dirigida por Enrique Olaya Herrera.
Los combates e incidentes se sucedieron a lo largo del río Putumayo. Las negociaciones diplomáticas continuaban, pero casi se llegó al extremo de una guerra total. 30.000 soldados peruanos iban a ser enviados a la frontera; el presidente peruano fue asesinado tras pasar revista a esas tropas (30 de abril de 1933). El nuevo presidente peruano, Óscar R. Benavides, amigo del también recién elegido mandatario colombiano Alfonso López Pumarejo, estuvo dispuesto a continuar con las negociaciones hasta adoptar una solución definitiva. El 25 de mayo se firmó el armisticio; el 25 de junio las tropas peruanas se retiraron de Leticia.
El año siguiente (24 de mayo de 1934) las delegaciones de ambas naciones firmaron el protocolo de Río de Janeiro, donde se ratificaba el Tratado de 1922 y se incluían otras provisiones sobre navegación y comercio.

## La colombianización

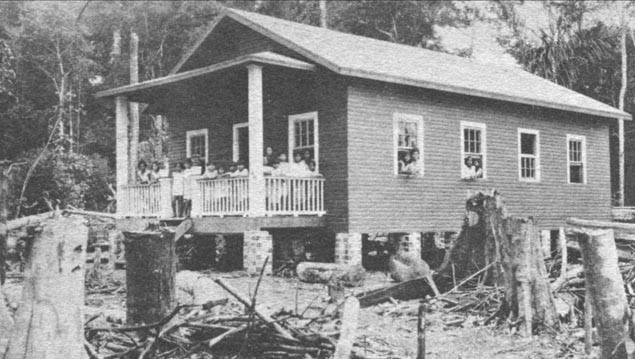
Primera escuela pública del gobierno de Colombia en Leticia (1932).

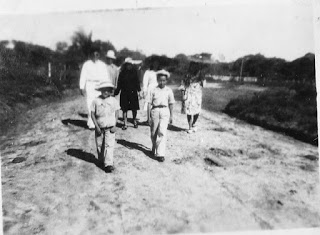
Calle de Leticia junto a colonos colombianos, hacia 1946.

Tras el armisticio de 1933, Colombia inició obras de infraestructura y urbanismo en el pequeño caserío de Leticia, como las mejoras a la aduana, el antiguo hospital, el cuartel, la enfermería, la estación de radio, la intendencia, etc. El reciente conflicto había despertado un verdadero interés en la zona, representado en el verdadero comienzo de la colombianización de esas zonas.
En el plano educativo, se comenzó la construcción de una escuela de varones y otra de mujeres. Eran instalaciones muy precarias; sin embargo, la verdadera preocupación era el alto número de estudiantes peruanos, aspecto que dificultaba la implementación de la educación colombiana. En 1932, convivían en Leticia 373 peruanos y 77 colombianos. La educadora Gabriela Marín relata:
En medio del resentimiento y las dificultades empecé a organizar mi trabajo docente, los padres de familia como los niños no me querían porque era colombiana [...]; tres materias no [se] aceptaban: la historia patria, geografía de Colombia y el himno nacional; éste me tocaba cantarlo sola, [...] para evitar más líos les propuse que cantaran el himno nacional de ellos y yo me paraba haciendo honor a su patria y que cuando yo cantara el mío, ellos hicieran lo mismo.
La situación comenzó a cambiar con el pasar del tiempo. En 1937, se consignaban 738 colombianos, 328 brasileños, 277 peruanos y 25 personas de otras nacionalidades.
En el ámbito eclesiástico, Leticia dependía del vicariato apostólico de San León del Amazonas (basado en Iquitos) inclusive en 1932. Posteriormente dependería del vicariato de Caquetá y Putumayo, división eclesiástica colombiana.